# Upper Atmosphere Research Panel
O Upper Atmosphere Research Panel, ou simplesmente V-2 Panel, foi um comitê formado em 1946 para supervisionar os experimentos efetuados usando foguetes V-2 trazidos aos Estados Unidos depois da Segunda Guerra Mundial. Os experimentos estudavam a atmosfera inferior, a radiação solar, a astronomia de raios-X, assim como a tecnologia do próprio foguete V-2.
Uma reunião de organização ocorreu na Universidade de Princeton em 27 de Fevereiro de 1946.